# フォリン-チオカルトー試薬

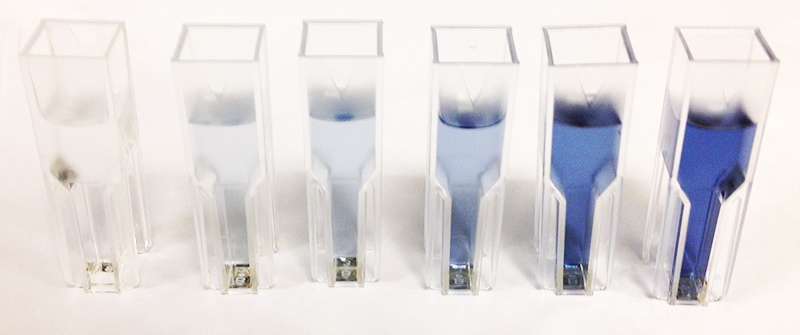
フォリン-チオカルトー試薬と反応したさまざまな濃度のチロシンの吸光が、660 nmの波長で測定される。

フォリン-チオカルトー試薬(Folin-Ciocalteu reagent)、フォリンのフェノール試薬(Folin's phenol reagent)、またはフォリン-デニス試薬(Folin-Denis reagent)はリンモリブデン酸とリンタングステン酸の混合物で、フェノール及びポリフェノール抗酸化物質のin vitro比色分析に用いられる。この分析法は没食子酸相当量法(Gallic acid equivalence method)とも呼ばれる。オットー・フォリン、ヴィンティラ・チオカルトー、ウィリー・デニスの名前に因んで名付けられた。
この試薬はフェノールを測定するだけではなく、その他の還元物質とも反応する。そのため、この試薬ではフェノール化合物だけを測定しているのではなく、合計の還元能を測っている。またこの物質はローリー法にも用いられており、ヒドロキシルアミンやグアニジン等の窒素含有化合物とも反応する。さらに、チオール、多くのビタミン、グアニン、グリセルアルデヒド、ジヒドロキシアセトン、またその他の無機イオンとも反応する。銅錯化により、フェノールのこの物質に対する反応性が上がる。
この物質は、アミンや硫黄含有化合物を検出するフォリン試薬とは異なる。
"Protein measurement with the Folin phenol reagent."と題した1951年の論文は、1945年から1988年にかけてのScience Citation Indexで最も多く引用された論文で、187,652回の引用があった。

## 生理学的重要性
in vitroでの抗酸化能を測定できるため、この試薬は食品やサプリメントの分析に用いられる。食品、ジュース、食品添加物の抗酸化能の強さを測定する業界標準として、酸素ラジカル吸収能が用いられる。しかし、アメリカ合衆国農務省は2012年に加齢のフリーラジカル原因説を支持するin vivoでの生理学的証拠がないとして、これらの数値を撤回している。その結果、in vitroでの実験のみに基づく酸素ラジカル吸収能法は、もはや意味があるものとは考えられなくなっている。トロロックス等量抗酸化能法がこれに代わり、in vitroでの抗酸化能測定法となっている。